# Liga III
De Liga III is de derde hoogste voetbalcompetitie in Roemenië. De competitie bestaat uit 100 teams die zijn verdeeld in 10 divisies. De nummers 1 tot en met 4 van elke poule komen terecht in de promotiegroep. De nummers 1 en 2 uit iedere promotiegroep (in totaal 20 teams) spelen promotiewedstrijden tegen elkaar. De 10 teams die in de eerste wedstrijd winnen worden ingedeeld in één enkele finale wedstrijd. De vijf winnaars promoveren direct naar de Liga II.
De nummers 5 tot en met 10 van elke poule komen in een degradatiegroep terecht. De laatste twee van elke poule degraderen uiteindelijk naar de Liga IV, het vierde niveau.
Albanië ·
België (tot 2016 / vanaf 2016) · 
Bulgarije ·
Cyprus · 
Denemarken · 
Duitsland · 
Engeland · 
Estland · 
Finland · 
Frankrijk · 
Georgië · 
Gibraltar ·
Griekenland · 
Italië · 
Ierland · 
Kroatië · 
Luxemburg · 
Nederland · 
Noord-Ierland · 
Noord-Macedonië · 
Noorwegen · 
Oekraïne · 
Oostenrijk · 
Polen · 
Portugal · 
Roemenië · 
Rusland · 
Schotland · 
Servië · 
Slovenië · 
Slowakije · 
Spanje (tot 2021 / vanaf 2021) · 
Tsjechië (Moravië / Bohemen) ·
Turkije · 
Wales · 
Zweden · 
Zwitserland